# Wapen van Vinkeveen en Waverveen

Wapen van Vinkeveen en Waverveen

Het wapen van Vinkeveen en Waverveen werd op 4 mei 1972 door de Hoge Raad van Adel aan de Utrechtse gemeente Vinkeveen en Waverveen verleend. In 1989 ging Vinkeveen en Waverveen op in de gemeente De Ronde Venen. Het wapen van Vinkeveen en Waverveen is daardoor komen te vervallen als gemeentewapen. De vink uit het wapen werd opgenomen in de schildvoet van het wapen van De Ronde Venen.

## Blazoenering
De blazoenering van het wapen luidde als volgt:
Doorsneden; I gedeeld; a. in azuur een vink van goud; b. in keel een dwarsbalk van goud, beladen met twee schuinkruisjes van sabel; II in zilver drie elkaar rakende turven van sabel, geplaatst 1 en 2.
De heraldische kleuren zijn azuur (blauw), goud (goud of geel), keel (rood), zilver (wit) en sabel (zwart)

## Verklaring
Het wapen is samengesteld uit de wapens van de gefuseerde gemeenten Vinkeveen en Waverveen Hierbij zijn de turven groter afgebeeld om de veenachtergrond te benadrukken.
Voor deze wapen gebruikte de gemeente vanaf haar ontstaan in 1841 tot 1972 het oude wapen van Vinkeveen als gemeentewapen.

## Verwante wapens

Wapen van Vinkeveen
Wapen van Waverveen
Wapen van De Ronde Venen

Abcoude
· Abcoude-Baambrugge
· Abcoude-Proostdij
· Achttienhoven
· Amerongen
· Benschop
· Breukelen
· Breukelen-Nijenrode
· Breukelen-Sint Pieters
· Bunnik
· Cothen
· Darthuizen
· De Vuursche
· Doorn
· Driebergen
· Driebergen-Rijsenburg
· Everdingen
· Haarzuilens
· Hagestein
· Harmelen
· Hoenkoop
· Hoogland
· Houten
· Indijk
· Jaarsveld
· Jutphaas
· Kamerik
· Kockengen
· Langbroek
· Leersum
· Linschoten
· Loenen
· Loenersloot
· Loosdrecht
· Maarn
· Maarssen
· Maarsseveen
· Maartensdijk
· Mijdrecht
· Nigtevecht
· Noord-Polsbroek
· Odijk
· Oudenrijn
· Polsbroek
· Rijsenburg
· Ruwiel
· Schalkwijk
· Snelrewaard
· Sterkenburg
· Stoutenburg
· Tienhoven
· Vianen 
· Vinkeveen
· Vinkeveen en Waverveen
· Vleuten
· Vleuten-De Meern
· Vreeland
· Vreeswijk
· Waarder
· Waverveen
· Werkhoven
· Westbroek
· Willeskop
· Willige Langerak
· Wilnis
· Zegveld
· Zuilen
· Zuid-Polsbroek